# Starflyer 59
Starflyer 59 é uma banda independente de rock cristão estadunidense. Seu estilo musical era originalmente o shoegaze, tendo migrado progressivamente para um som mais "limpo". Originária de Riverside, a banda foi fundada em 1993 por Jason Martin. Todos os seus álbuns foram lançados pela gravadora Tooth & Nail Records. O grupo mudou frequentemente de integrantes ao longo dos anos; seus membros mais influentes são Jason Martin — vocalista, guitarrista e autor da maioria das canções —, Jeff Cloud, Frank Lenz e Richard Swift. A banda se separou em 2013. tomando un hiatus indefinido.

## Integrantes

### Formação atual
- Jason Martin - vocal, guitarra
- Steven Dail - baixo
- Trey Many - bateria

### Ex-integrantes
- Andrew Larson - baixo
- Eric Campuzano baixo
- Jeff Cloud - baixo
- Dan Reid - bateria
- Ed Giles Benrock - bateria
- Wayne Everett - bateria
- Joey Esquibel - bateria
- Josh Dooley - teclados
- Richard Swift - teclados
- Frank Lenz - bateria
- Gene Eugene - teclados, mixer, produtor

## Discografia

### Álbuns de estúdio
- 1994 - Silver
- 1995 - Gold
- 1997 - Americana
- 1998 - The Fashion Focus
- 1999 - Everybody Makes Mistakes
- 2001 - Leave Here a Stranger
- 2003 - Old
- 2004 - I Am the Portuguese Blues
- 2005 - Talking Voice vs. Singing Voice
- 2006 - My Island
- 2007 - Ghosts of the Future
- 2008 - Dial M
- 2010 - The Changing of the Guard
- 2013 - IAMACEO

### EPs
- 1993: Silver Demos
- 1994: She's the Queen
- 1995: Le Vainqueur
- 1999: Fell in Love at 22
- 2002: Can't Stop Eating
- 2005: The Last Laurel
- 2006: I Win
- 2009: Minor Keys

### Compilações e aparições
- 1994: Noize Volume 1
- 1994: The Winter of Our Discontent
- 1994: A Steve Taylor Tribute: I Predict a Clone
- 1995: Artcore Volume One
- 1995: Tooth & Nail Video Compilation Vol. 1
- 1995: Tooth & Nail Sampler Vol. 1
- 1996: Bubbles in the Bathtub - Feedback Music Distribution - Spring '96 Sampler
- 1996: Artcore Volume Two
- 1996: Plugged
- 1997: 4th Anniversary Box Set
- 1997: Indie Music Sampler Vol. 1
- 1997: Electric Music Compilation 1
- 1997: Tooth & Nail Rock Sampler Volume 1
- 1998: Dominate '98
- 1998: Gas Collection 7
- 1998: Happy Christmas
- 1998: Gas Collection 10
- 1999: Tooth & Nail Rock Sampler Volume 2
- 1999: Happy Christmas Vol. 2
- 2000: Cheapskates: Softer Side
- 2000:  When Worlds Collide: A Tribute to Daniel Amos and the Music of Terry Scott Taylor
- 2000: Videography (1993-1999)
- 2000: Easy Come, Easy Go
- 2005: Happy Christmas Vol. 4
- 2001: Magnet New Music Sampler Volume 19
- 2001: Start Right Here: Remembering the Life of Keith Green
- 2001: Happy Christmas Volume 3
- 2003: Past & Present
- 2003: X 2003: Experience the Alternative
- 2003: The Nail Volume One
- 2003: 10th Anniversary Box Set
- 2004: The Classics: Box
- 2004: Paste Sampler 9
- 2004: The Nail Volume 2
- 2008: The Ultimate Collection
- 2008: Dominate Volume Two
- 2009: Songs From the Penalty Box Vol. 6
- 2009: Ghost of the Past